# Kings County (Prince Edward Island)
Kings County ist einer von drei Bezirken (engl. county) der kanadischen Provinz Prince Edward Island. Der Verwaltungssitz (engl. shire town) ist Georgetown, die größte Stadt Montague.
Kings County hat 17.160 Einwohner (Stand: 2016).
2011 betrug die Einwohnerzahl 17.990 auf einer Fläche von 1685,80 km². Die Bevölkerungsdichte betrug somit 11 Einwohner/km². Nach allen drei Angaben steht Kings County auf Platz drei der Bezirke.
Samuel Holland gründete den Bezirk 1765 im Auftrag des britischen Königs Georg III. und benannte ihn nach ihm.

## Geographie
Kings County ist der kleinste, ländlichste und an dünnsten besiedelte Bezirk der Provinz. Kings County ist, verglichen mit den anderen Bezirken, am wenigsten von der Landwirtschaft abhängig, sondern eher von der Fischerei und der Forstwirtschaft. Große Teile des Bezirks werden noch geforstet, hier befindet sich das größte Sägewerk der Provinz. Die einzige Industrie außer Forst- und Landwirtschaft, die in Kings County betrieben wird, ist eine kleine Werft, wenn auch einzelne Handwerks- und Gewerbebetrieb entstanden sind.